# Big Mama Tornton
Vili Mej „Big Mama” Tornton (engl. Willie Mae „Big Mama” Thornton; Ariton, 11. decembar 1926 — Los Anđeles, 25. jul 1984) bila je američka R&B pevačica i tekstopisac. Bila je prva koja je snimila hit pesmu Hound Dog, 1952. Pesma je bila #1 na Bilbord R&B top-listi sedam nedelja. Na B-strani bila je pesma They Call Me Big Mama i singl je prodat u skoro dva miliona kopija. Tri godine kasnije, Elvis Presli snimio je njegovu verziju pesme, prema izvođenju grupe Freddie Bell and the Bellboys. Sličan slučaj bio je i sa pesmom Ball 'n' Chain, koju je sama napisala i snimila i koja je postala njen hit. Dženis Džoplin kasnije je snimila istu pesmu u njenom izvođenju, koja je postigla ogroman uspeh kasnih 1960-ih.

## Diskografija
2007 - Big Mama Thornton
1994 - The Complete OKeh Sessions 1952-55
1975 - Jail (Live)
1975 - Sassy Mama! (Live)
1973 - Saved
1970 - The Way It Is
1969 - Stronger Than Dirt
1968 - Ball 'n' Chain w/Lightnin' Hopkins
1967 - Big Mama Thornton Vol. 2
1966 - Big Mama Thornton With The Muddy Waters Blues Band
1966 - Big Mama Thornton in Europe

## Spoljašnje veze
- Big Mama Thornton Biography
- Big Mama Thornton the Blues and More